# Pseudoparaphloeus
Pseudoparaphloeus is een kevergeslacht uit de familie van de boktorren (Cerambycidae). De wetenschappelijke naam van het geslacht werd voor het eerst geldig gepubliceerd in 2009 door Sama.

## Soorten
Pseudoparaphloeus is monotypisch en omvat slechts de volgende soort:
- Pseudoparaphloeus scorteccii (Breuning, 1968)